# Distretto di Neukölln
Il distretto di Neukölln (in tedesco Bezirk Neukölln) è l'ottavo distretto di Berlino.

## Amministrazione
L'amministrazione distrettuale ha sede al municipio di Neukölln, nel quartiere omonimo.

### Suddivisione amministrativa
Il distretto di Neukölln è diviso in 5 quartieri (Ortsteil):
- 0801 Neukölln (quartiere)
- 0802 Britz
- 0803 Buckow
- 0804 Rudow
- 0805 Gropiusstadt

## Storia
Il distretto di Neukölln fu creato nel 1920 come suddivisione amministrativa della nuova "Grande Berlino".
Comprendeva, oltre alla città di Neukölln, i comuni rurali (Landgemeinde) di Britz, Buckow (esclusa la parte ovest, passata a Tempelhof) e Rudow.
Nel 2002 fu fondato il nuovo quartiere di Gropiusstadt, scorporato da Britz, Buckow e Rudow.
Attualmente, in particolare nell'omonimo quartiere settentrionale, vi è il maggiore centro di aggregazione degli immigrati turchi.

## Gemellaggi
- Anderlecht, Belgio, dal 1955
- Boulogne-Billancourt, Francia, dal 1955
- Hammersmith and Fulham, Londra, Gran Bretagna, dal 1955
- Zaanstad, Paesi Bassi, dal 1955
- Wetzlar, Assia, Germania, dal 1959
- Colonia, Renania Settentrionale-Vestfalia, dal 1967
- Leonberg, Baden-Württemberg, dal 1970
- Bat Jam, Israele, dal 1978
- Marino, Italia, dal 1980
- Ústí nad Orlicí, Repubblica Ceca, dal 1989
- San Pietroburgo, Russia, dal 1991
- Centro sanitario della Bundeswehr, Berlino, Germania, dal 2001
- Quinto quartiere di Praga, Repubblica Ceca, dal 2005
- Distretto di Çiğli-Smirne, Turchia, dal 2005